# Licaonia

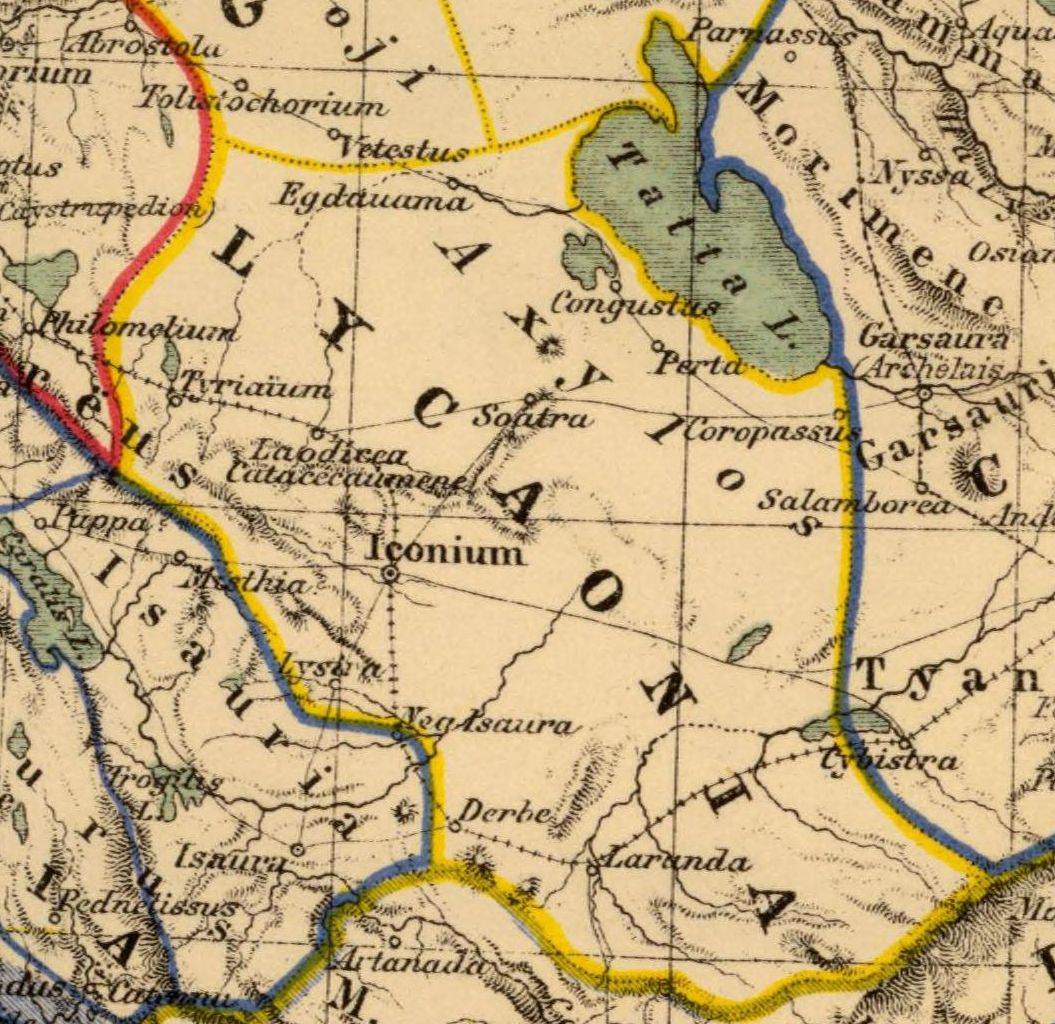
Licaonia en un fragmento del mapa de Asia citerior de Heinrich Kiepert, publicado en 1903.

Licaonia (griego: Λυκαονία Lykaonía) fue una gran región en el interior de Asia Menor, al norte de los montes Tauro. Limitaba al este con Capadocia, al norte con Galacia, al oeste con Frigia y Pisidia, mientras que al sur se extendía hasta la cadena de los montes Tauro, donde limitaba con la antigua Cilicia de la época romana e Isauria de la época bizantina, aunque sus límites variaron en diferentes momentos. Sus límites se ubican en la moderna Turquía.
Licaonia es mencionada por Jenofonte como atravesada por Ciro el Joven en su marcha a través de Asia. Ese autor describe Iconium como la última ciudad de Frigia, y en Hechos 14:6 San Pablo, después de salir de Iconio, cruzó la frontera y llegó a Listra en Licaonia. Claudio Ptolomeo, por otro lado, menciona Licaonia como parte de la provincia de Capadocia, a la que fue asociada por los romanos con fines administrativos, pero ambas provincias son distinguidas claramente tanto por Estrabón y Jenofonte como por las autoridades en general.

## Etimología
Salvador Costanzo, en su obra magna Historia Universal, desde los tiempos más remotos hasta nuestros días de 1858, señaló que Licaonia era "un país muy reducido, montañoso y poco habitado, tuvo el nombre de Licaonia por abundar en lobos, llamados en griego «lycos»".

## Geografía

Mapa de las antiguas regiones en la península de Anatolia. Licaonia se encuentra en el centro, rodeada por Frigia, Capadocia, Pisidia y Cilicia.

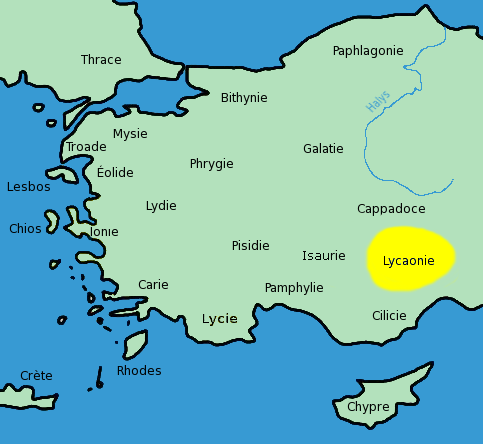
Localización y extensión aproximada de Licaonia en Anatolia.

Estrabón describe Licaonia como "una región fría de planicies elevadas, que servían de pasto a los asnos salvajes y a las ovejas". Forma parte de la meseta interior de Asia Menor, y tiene una elevación de más de 1000 m s. n. m. Adolece de falta de agua, agravada en algunas partes por la abundancia de sal en el suelo, por lo que la parte norte, que se extiende desde Konya hasta cerca del lago salado de Tatta y la antigua frontera con Galacia, es casi totalmente estéril, únicamente se cultivan pequeños terrenos cerca de Konya y los pueblos grandes. En la antigüedad se prestó gran atención a almacenar y distribuir el agua, por lo que mucha tierra ahora infértil se cultivaba antiguamente.
La llanura es interrumpida por algunas cordilleras menores de montañas, de carácter volcánico, de las cuales el Kara Dagh, en el sur, a pocos kilómetros al norte de Karaman, se eleva a 2288 m s. n. m., mientras que el Karadja Dagh, al noreste de la misma, aunque de inferior altitud, presenta una gama sorprendente de conos volcánicos. Las montañas del noroeste de la región, cerca de Konya y la antigua Laodicea Combusta, forman la culminación de la cordillera de Montes Sultán, que atraviesa gran parte de Frigia.

## Historia
Los licaonios parecen haber sido en los primeros tiempos, en gran medida, independientes del Imperio persa, pero su país fue atravesado por una de las grandes líneas naturales del Camino Real Persa a través de Asia Menor, de Sardes y Éfeso hasta las puertas de Cilicia, creciendo algunas ciudades importantes a lo largo de su recorrido. La más importante fue Iconium, en el lugar más fértil del país, que fue considerada por los romanos su capital. Modernamente recibe el nombre de Konya, y fue la capital del Imperio selyúcida durante varios siglos. Licaonia fue cristianizada muy temprano, y su sistema eclesiástico fue más completo, organizado definitivamente en el siglo IV, que el de cualquier otra región del Asia Menor.
Después de la derrota de Antíoco III el Grande ante los romanos (190 a. C.), Licaonia fue cedida por estos a Eumenes II, rey de Pérgamo. Alrededor de 160 a. C., parte de ella permaneció en Galacia, y en el 129 a. C. la mitad oriental formó parte de Capadocia. Tras ser gobernadas por Amintas de Galacia, Licaonia y Cilicia le fueron dadas a Arquelao de Capadocia en el 20 a. C. Su administración y delimitación cambiaron a menudo bajo los romanos. En 371, Licaonia se constituyó por primera vez en una provincia separada.